# Valeriana sambucifolia
Valeriana sambucifolia là một loài thực vật có hoa trong họ Kim ngân. Loài này được Mikan f. miêu tả khoa học đầu tiên..

## Hình ảnh

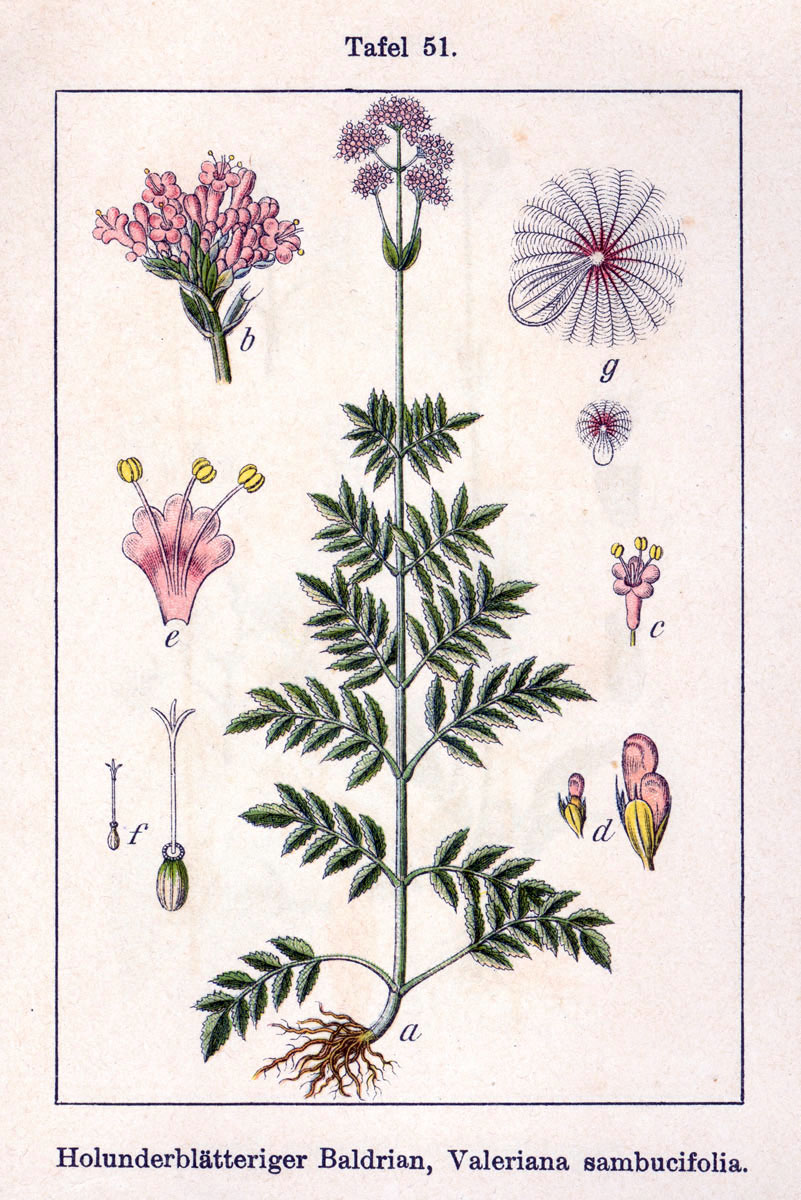
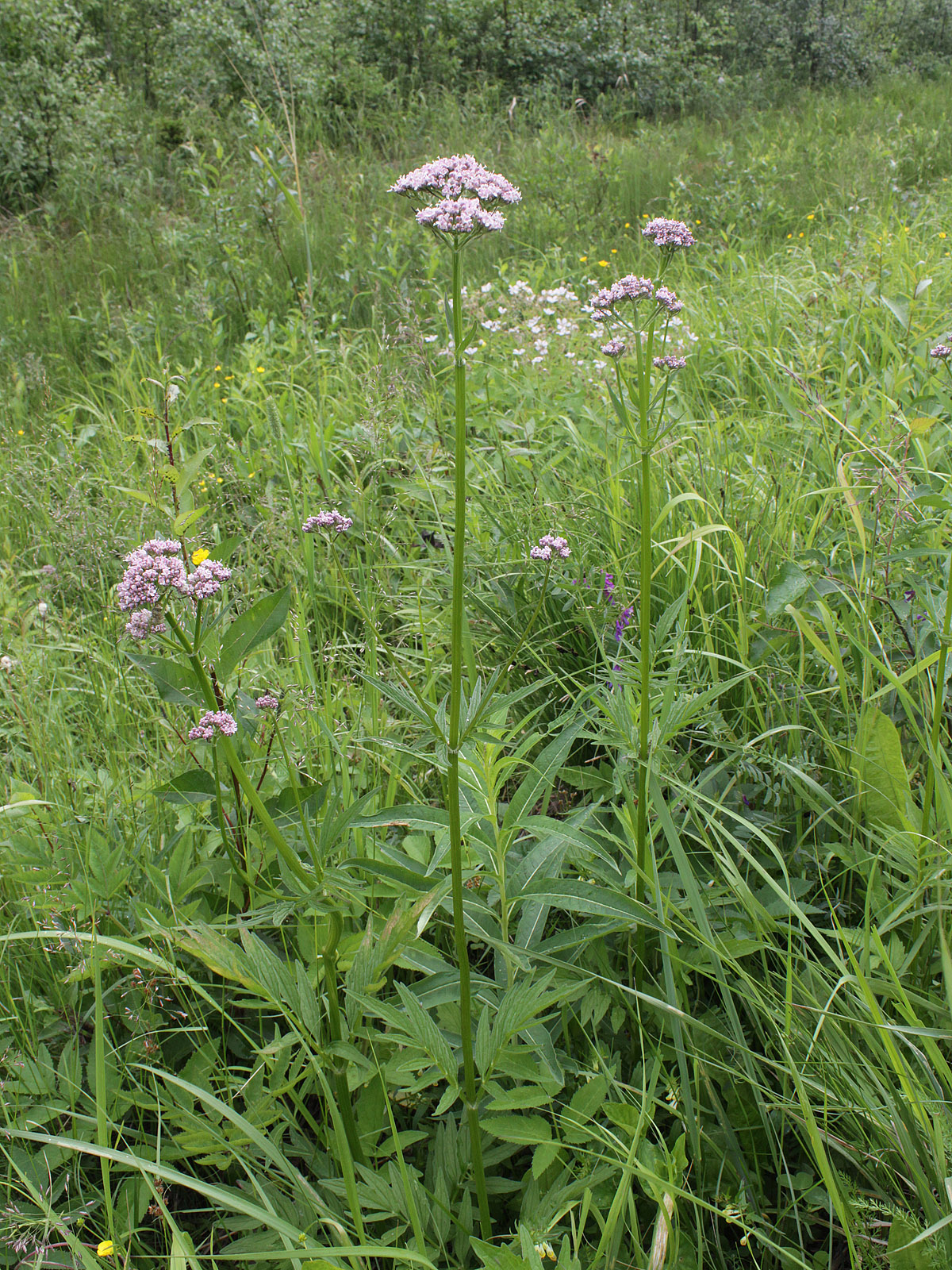
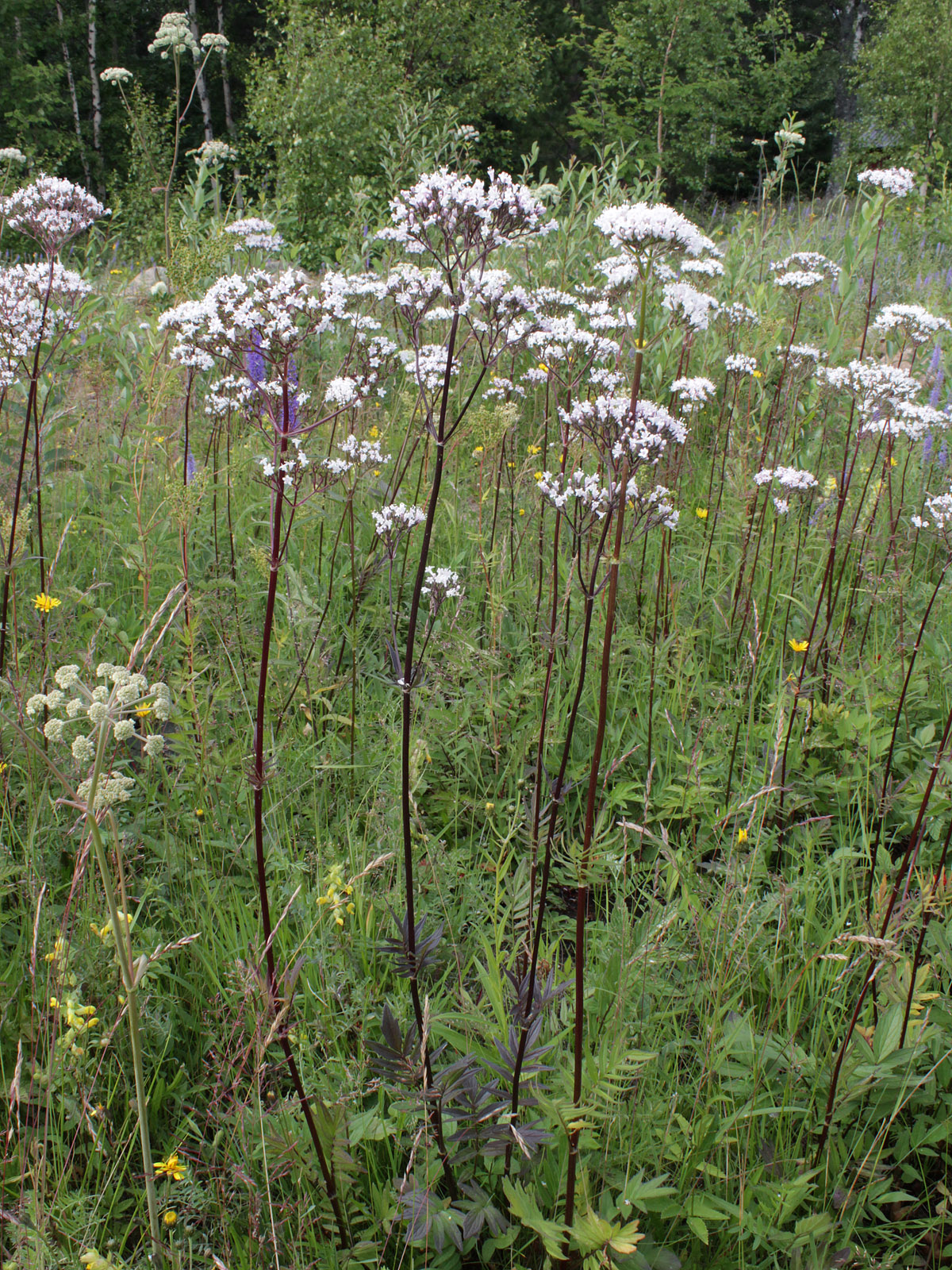
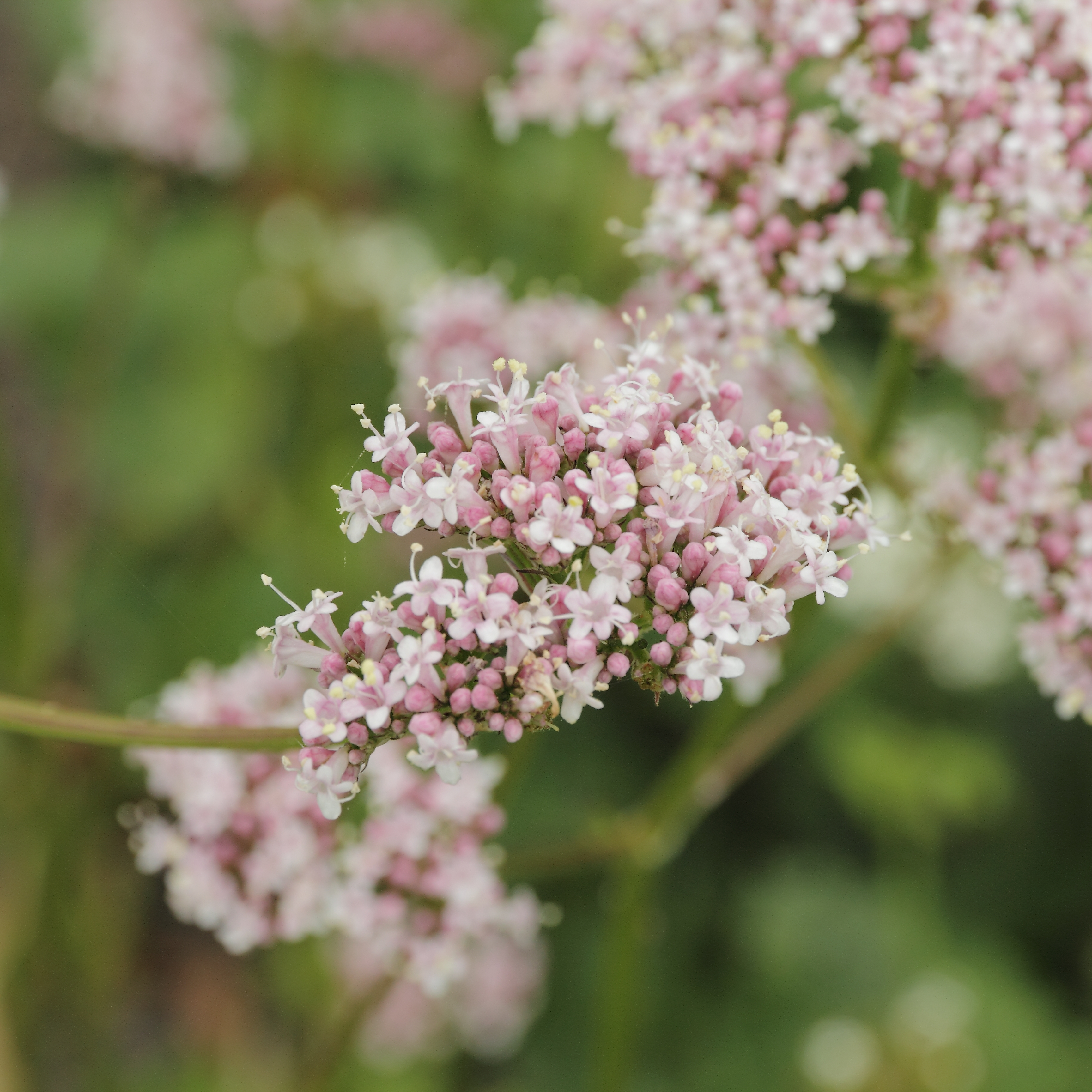